# Spirit of Burgas
Spirit of Burgas (англ. Дух Бургаса) — ежегодный летний музыкальный фестиваль, проводившийся в городе Бургас на черноморском побережье Болгарии. Впервые он был проведён с 15 по 17 августа 2008 года и стал одним из самых популярных музыкальных фестивалей Европы. Спонсорами фестиваля выступали MTV Europe (сняли два фильма о фестивале в сентябре 2008 года), Tuborg, Mobiltel, Jack Daniel's, Jacobs и DSK Bank.

## Место проведения

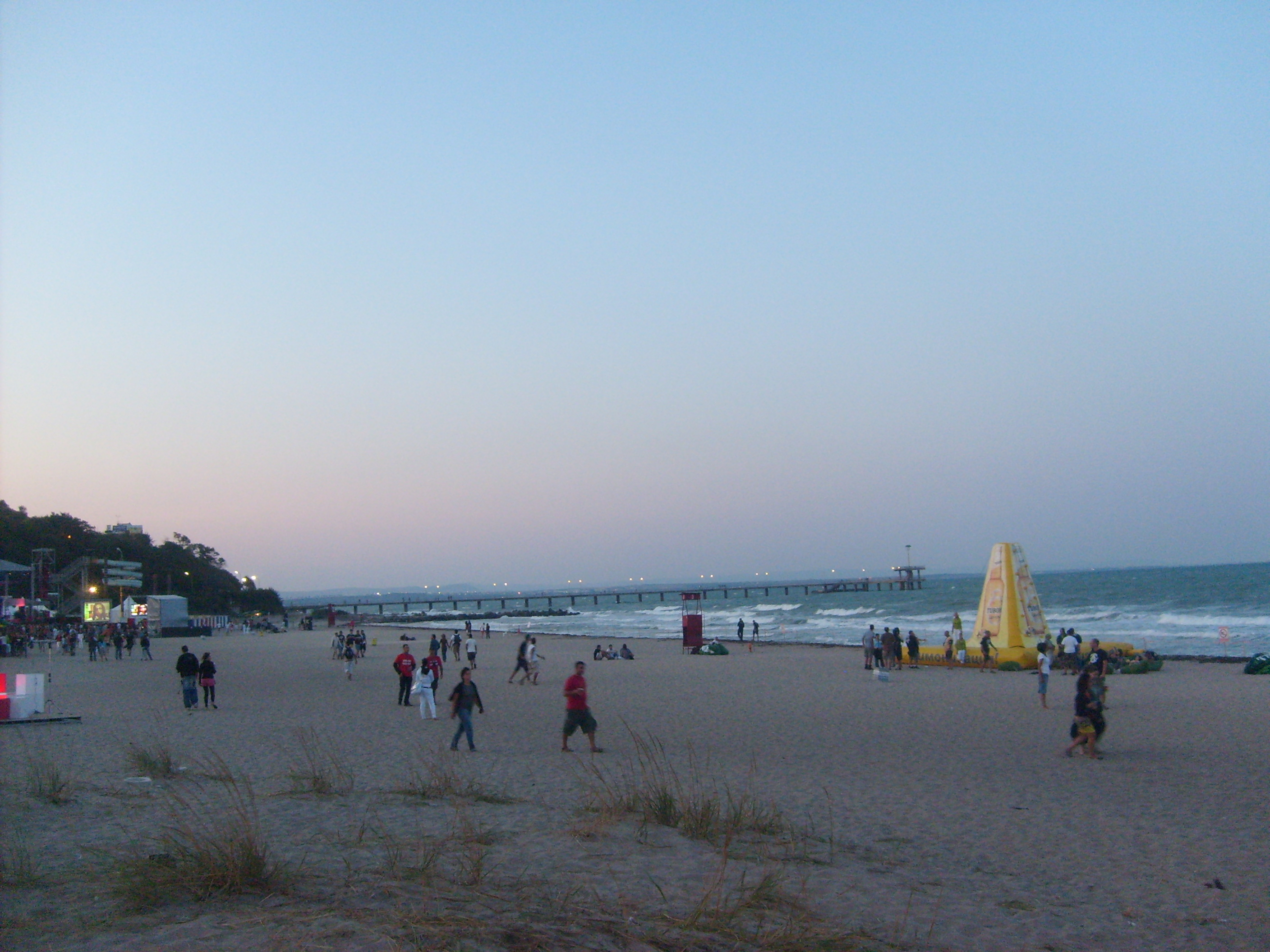
Место проведения фестиваля

Зона проведения фестиваля располагалась в южной части Морского сада Бургаса и охватывала центральную часть Бургасского пляжа. Основная сцена и несколько других мест выступления располагались непосредственно на песчаном побережье.

## История

### 2008
На первом фестивале на главной сцене выступали The Sisters of Mercy, Hot Club de Paris, Asian Dub Foundation, Pharoahe Monch, Upsurt, Cradle of Filth, Kosheen и Bonobo. Были также специальные сцены для выступления танцевальных коллективов, рок-групп, ди-джеев и исполнителей латиноамериканской музыки, среди которых были и уже известные коллективы и звёзды, и начинающие исполнители. На других сценах выступали, в частности, Крис Либлинг; Энди Като из Groove Armada, King Roc из Ministry of Sound, Pendulum, Wickeda (Уикеда) and Deep Zone Project.

### 2009
Второй фестиваль прошёл с 14 по 16 августа 2009 года. Выступали, в частности, Faith No More, Fun Lovin' Criminals, The Crystal Method, Clawfinger, Dreadzone, LTJ Bukem, De Phazz, Sub Focus,Александр Ковальски, Speedy J, Марио Раньери и австралийская альтернативная группа The Monicans.

### 2010
Третий фестиваль прошёл с 13 по 15 августа 2009 года. Хедлайнерами фестиваля выступили британская группа The Prodigy и лидер группы System of a Down Серж Танкян. Также на фестивале выступали Apollo 440, Andy C, Vendetta, Остава, Эверласт, DJ Shadow, Default, Wickeda (Уикеда), Gorillaz Sound System и Sub Zero Farm.

### 2011
Четвёртый фестиваль прошёл с 12 по 14 августа 2011 года. Хедлайнерами фестиваля выступили Moby, группы Skunk Anansie и Leftfield. Также на фестивале выступали Onyx, Gotan Project, Jeff Scott Soto, Skindred и Deftones.

### 2012
Пятый фестиваль прошёл с 3 по 5 августа и включал пять сцен, на которых выступали рок-группы, представители танцевальной музыки, world music и латино.

#### Главная сцена
BG Hip Hop Unity, Ms. Dynamite, Тайни Темпа, Баста Раймс, Caspa, Platform Crew, Panican Whyasker, Sensor, Sum 41, The Prodigy, Skiller, Foreign Beggars DJ Set, DJ NoNames, Wickeda (Уикеда), Gentleman and the Evolution, Chase and Status, Korn, Audio & Mc Stapleton, HMSU Crew.

#### Solar Dance Arena
Juan Alvarez, Sunnery James & Ryan Marciano, Армин ван Бюрен, Марк Найт, Федде Ле Гранд, Liubo Ursiny, Ричи Хоутин, Dubfire

#### Jack Daniel'sRock Stage
Силует, Номадия, Les Elephants Bizzares, Остава, Светлё & the Legends, Милена, Cut Off, Redound, Vendetta, Last Hope, Контрол, Piranha, Downslot, Stop Stop, The Jim Jones Revue, ODD CREW, SAWTHIS

#### На Тъмно
Preyah & Smooth, FRAPPE, Rock a Shock, Kozza Mostra, Джанго Зе, Upsurt, DJ 100 Кила, Top Stoppers, X Team, R&B Records vs. Sniper Records, Conquering Lion, MC NRG D + Band, Zion Lion's Soundsystem, Funkamental, Q Check feat. Сърмата Хари, DRS, Нокаут & Guests, Popa Sapka, DJ Bai Pop, Zion Lion's Reggae Experience

#### BrazzoBrazzie Stage
Bee in the Bonnet, Mad Dogs, RomaNeno Project, Johnny Vasquez & Tumbaito, Dj Dobcho, Sentimental Swingers & Mihail Yossifov, J.I.B.R.I., Da New Generation, Leah Kline Quintet, Frankie Morales & Tumbaito, Southwick & Рут Колева, Funkallero, Смут и мизерия в Източна Румелия, Mango Duende, Brazz ViliDJ & Friends

### 2013 line-up
Шестой фестиваль прошёл с 27 по 28 июля 2013 года: даты были выбраны так, чтобы фестиваль совпал с европейскими гастролями многих коллективов и исполнителей. Среди участников были Wu-Tang Clan, Little Roy, Che Sudaka, Села Сью, Enter Shikari, The Editors, Zaz, Chase & Status, Upsurt, Пол Окенфолд, Миленита, а также артисты Sci Fi Records — Electronic Element, Doubleganger, Moodmakers, Stan Davichone, DeepImpulser and Above & Beyond. В ночном клубе «Ялта» с полночной программой на главной сцене выступили Andy C и Dub FX.

### 2015
В апреле 2014 года было объявлено об отмене фестиваля в связи с нехваткой денег. Седьмой по счёту фестиваль прошёл 7 и 8 августа 2015 года: было представлено всего две сцены. Участниками были заявлены 27 болгарских и иностранных исполнителей. 17 марта 2015 года было объявлен состав первой главной сцены, в качестве хедлайнера был приглашён певец Робби Уильямс. 19 июня был объявлен состав второй главной сцены, в качестве хедлайнера была заявлена группа Kasabian. Всего фестиваль посетило 47 тысяч человек, что стало рекордом за всю историю проведения фестиваля

#### Главная сцена
- Пятница, 7 августа: Мастило[болг.], Milow[англ.], Kwabs, Робби Уильямс, Stereo MC's DJ Set, Jin Monic
- Суббота, 8 августа: Bobo & The Gang[болг.], Hayes & Y, Kasabian, DJ SS[англ.] + High Roll, Calyx[англ.] & Teebee[англ.], Дэнни Бёрд, The Prototypes[англ.], Maztek[англ.], Full Kontakt, EXo

#### На Тъмно
- Пятница, 7 августа: Toy Letters, Мерудия, Kottarashky & The Rain Dogs[англ.], Ogi 23, BASSKA, DJ Balkan Mash
- Суббота, 8 августа: Funkaround, Rebelites, Северозапдняците, П.И.Ф.[болг.], РЕВЮ[болг.], Conquering Lion

## Отмена фестиваля
3 сентября 2015 года изначально сообщалось, что через год состоится очередной фестиваль, который пройдёт три дня, и среди хедлайнеров будет певец Робби Уильямс. Однако 31 января 2016 года представители общины Бургас и директор фестиваля Димитр Маджаров в радиоэфире сообщили, что фестиваль не состоится, поскольку никто из болгарских промоутеров не выразил интерес к рекламе фестиваля.